# Curva de Sierpinski
La curva de Sierpinski es una secuencia definida de forma recursiva de una curva fractal continua,  descubierta por el matemático polaco Wacław Sierpiński, que en el límite {\displaystyle n\rightarrow \infty } llena completamente el cuadrado unitario: así su curva límite, también llamada "curva de Sierpinski" , es un ejemplo de una curva que recubre una superficie.
Debido a que la curva de Sierpinski está llenando el espacio, su dimensión de Hausdorff-Besicovitch (en el límite {\displaystyle n\rightarrow \infty }) es {\displaystyle 2}.

La distancia euclidiana de
{\displaystyle S_{n}} es {\displaystyle l_{n}={2 \over 3}(1+{\sqrt {2}})2^{n}-{1 \over 3}(2-{\sqrt {2}}){1 \over 2^{n}}},
es decir, crece "exponencialmente" con {\displaystyle n} más allá de cualquier límite, mientras que el límite para {\displaystyle n\rightarrow \infty } del área encerrada por {\displaystyle S_{n}} es {\displaystyle 5/12\,} la del cuadrado (en métrica euclidiana).

Animación de la curva de Sierpinski

|  |  |  |

## Usos de la curva
La curva de Sierpinski es útil en varias aplicaciones prácticas porque es más simétrica que otras curvas de relleno del espacio comúnmente estudiadas. Por ejemplo, se ha utilizado como base para la construcción rápida de una solución aproximada al problema del viajante (que busca la secuencia más corta de un conjunto dado de puntos): la heurística es simplemente visitar los puntos en la misma secuencia en la que aparecen en la curva de Sierpinski. Para ello, se requieren dos pasos: primero calcular una imagen inversa de cada punto a visitar; luego, ordenar los valores. Esta idea se ha utilizado para construir sistemas de enrutamiento para vehículos comerciales basados únicamente en archivos de tarjetas Rolodex.
Una curva de llenado del espacio es una correspondencia continua del intervalo unidad sobre un cuadrado de lado unidad y así una (pseudo) correspondencia inversa permite relacionar los puntos del cuadrado con los de un segmento unitario. Una forma de construir una correspondencia pseudo-inversa es la siguiente: la esquina inferior izquierda (0, 0) del cuadrado unitario corresponde a 0,0 (y 1,0). A continuación, la esquina superior izquierda (0, 1) debe corresponder a 0,25, la esquina superior derecha (1, 1) a 0,50 y la esquina inferior derecha (1, 0) a 0,75. El mapa inverso de los puntos interiores se calcula aprovechando la estructura recursiva de la curva.
A continuación se incluye el código de una función en Java que calcula la posición relativa de cualquier punto en la curva de Sierpinski (es decir, un valor pseudo-inverso). Toma como entrada las coordenadas del punto (x,y) a invertir, y las esquinas de un triángulo isósceles rectángulo (ax,ay), (bx,by) y (cx,cy). (Obsérvese que la unidad cuadrada es la unión de dos triángulos de este tipo.) Los parámetros restantes especifican el nivel de exactitud con el que se debe calcular la inversa.
```
    
static
 
long
 
sierp_pt2code
(
 
double
 
ax
,
 
double
 
ay
,
 
double
 
bx
,
 
double
 
by
,
 
double
 
cx
,
 
double
 
cy
,

        
int
 
currentLevel
,
 
int
 
maxLevel
,
 
long
 
code
,
 
double
 
x
,
 
double
 
y
 
)
 

    
{

        
if
 
(
currentLevel
 
<=
 
maxLevel
)
 
{

            
currentLevel
++
;

            
if
 
((
sqr
(
x
-
ax
)
 
+
 
sqr
(
y
-
ay
))
 
<
 
(
sqr
(
x
-
cx
)
 
+
 
sqr
(
y
-
cy
)))
 
{

                
code
 
=
 
sierp_pt2code
(
 
ax
,
 
ay
,
 
(
ax
+
cx
)
/
2.0
,
 
(
ay
+
cy
)
/
2.0
,
 
bx
,
 
by
,

                    
currentLevel
,
 
maxLevel
,
 
2
 
*
 
code
 
+
 
0
,
 
x
,
 
y
 
);

            
}

            
else
 
{

                
code
 
=
 
sierp_pt2code
(
 
bx
,
 
by
,
 
(
ax
+
cx
)
/
2.0
,
 
(
ay
+
cy
)
/
2.0
,
 
cx
,
 
cy
,

                    
currentLevel
,
 
maxLevel
,
 
2
 
*
 
code
 
+
 
1
,
 
x
,
 
y
 
);

            
}

        
}

        
return
 
code
;
    

    
}

```

## Dibujo de la curva
La siguiente applet Java dibuja una curva de Sierpinski mediante cuatro métodos mutuamente recursivos (métodos que se llaman entre sí):
```
import
 
java.applet.Applet
;

import
 
java.awt.Graphics
;

import
 
java.awt.Image
;

public
 
class
 
SierpinskyCurve
 
extends
 
Applet
 
{

    
private
 
SimpleGraphics
 
sg
 
=
 
null
;

    
private
 
int
 
dist0
 
=
 
128
,
 
dist
;

    
private
 
Image
 
offscrBuf
;

    
private
 
Graphics
 
offscrGfx
;

    
public
 
void
 
init
()
 
{

        
sg
 
=
 
new
 
SimpleGraphics
(
getGraphics
());

        
dist0
 
=
 
100
;

        
resize
(
4
 
*
 
dist0
,
 
4
 
*
 
dist0
);

    
}

    
public
 
void
 
update
(
Graphics
 
g
)
 
{

        
paint
(
g
);

    
}

    
public
 
void
 
paint
(
Graphics
 
g
)
 
{

        
if
 
(
g
 
==
 
null
)

            
throw
 
new
 
NullPointerException
();

        
if
 
(
offscrBuf
 
==
 
null
)
 
{

            
offscrBuf
 
=
 
createImage
(
this
.
getWidth
(),
 
this
.
getHeight
());

            
offscrGfx
 
=
 
offscrBuf
.
getGraphics
();

            
sg
.
setGraphics
(
offscrGfx
);

        
}

        
int
 
level
 
=
 
3
;

        
dist
 
=
 
dist0
;

        
for
 
(
int
 
i
 
=
 
level
;
 
i
 
>
 
0
;
 
i
--
)

            
dist
 
/=
 
2
;

        
sg
.
goToXY
(
2
 
*
 
dist
,
 
dist
);

        
sierpA
(
level
);
 
// start recursion

        
sg
.
lineRel
(
'X'
,
 
+
dist
,
 
+
dist
);

        
sierpB
(
level
);
 
// start recursion

        
sg
.
lineRel
(
'X'
,
 
-
dist
,
 
+
dist
);

        
sierpC
(
level
);
 
// start recursion

        
sg
.
lineRel
(
'X'
,
 
-
dist
,
 
-
dist
);

        
sierpD
(
level
);
 
// start recursion

        
sg
.
lineRel
(
'X'
,
 
+
dist
,
 
-
dist
);

        
g
.
drawImage
(
offscrBuf
,
 
0
,
 
0
,
 
this
);

    
}

    
private
 
void
 
sierpA
(
int
 
level
)
 
{

        
if
 
(
level
 
>
 
0
)
 
{

            
sierpA
(
level
 
-
 
1
);

            
sg
.
lineRel
(
'A'
,
 
+
dist
,
 
+
dist
);

            
sierpB
(
level
 
-
 
1
);

            
sg
.
lineRel
(
'A'
,
 
+
2
 
*
 
dist
,
 
0
);

            
sierpD
(
level
 
-
 
1
);

            
sg
.
lineRel
(
'A'
,
 
+
dist
,
 
-
dist
);

            
sierpA
(
level
 
-
 
1
);

        
}

    
}

    
private
 
void
 
sierpB
(
int
 
level
)
 
{

        
if
 
(
level
 
>
 
0
)
 
{

            
sierpB
(
level
 
-
 
1
);

            
sg
.
lineRel
(
'B'
,
 
-
dist
,
 
+
dist
);

            
sierpC
(
level
 
-
 
1
);

            
sg
.
lineRel
(
'B'
,
 
0
,
 
+
2
 
*
 
dist
);

            
sierpA
(
level
 
-
 
1
);

            
sg
.
lineRel
(
'B'
,
 
+
dist
,
 
+
dist
);

            
sierpB
(
level
 
-
 
1
);

        
}

    
}

    
private
 
void
 
sierpC
(
int
 
level
)
 
{

        
if
 
(
level
 
>
 
0
)
 
{

            
sierpC
(
level
 
-
 
1
);

            
sg
.
lineRel
(
'C'
,
 
-
dist
,
 
-
dist
);

            
sierpD
(
level
 
-
 
1
);

            
sg
.
lineRel
(
'C'
,
 
-
2
 
*
 
dist
,
 
0
);

            
sierpB
(
level
 
-
 
1
);

            
sg
.
lineRel
(
'C'
,
 
-
dist
,
 
+
dist
);

            
sierpC
(
level
 
-
 
1
);

        
}

    
}

    
private
 
void
 
sierpD
(
int
 
level
)
 
{

        
if
 
(
level
 
>
 
0
)
 
{

            
sierpD
(
level
 
-
 
1
);

            
sg
.
lineRel
(
'D'
,
 
+
dist
,
 
-
dist
);

            
sierpA
(
level
 
-
 
1
);

            
sg
.
lineRel
(
'D'
,
 
0
,
 
-
2
 
*
 
dist
);

            
sierpC
(
level
 
-
 
1
);

            
sg
.
lineRel
(
'D'
,
 
-
dist
,
 
-
dist
);

            
sierpD
(
level
 
-
 
1
);

        
}

    
}

}

class
 
SimpleGraphics
 
{

    
private
 
Graphics
 
g
 
=
 
null
;

    
private
 
int
 
x
 
=
 
0
,
 
y
 
=
 
0
;

    
public
 
SimpleGraphics
(
Graphics
 
g
)
 
{

        
setGraphics
(
g
);

    
}

    
public
 
void
 
setGraphics
(
Graphics
 
g
)
 
{

        
this
.
g
 
=
 
g
;

    
}

    
public
 
void
 
goToXY
(
int
 
x
,
 
int
 
y
)
 
{

        
this
.
x
 
=
 
x
;

        
this
.
y
 
=
 
y
;

    
}

    
public
 
void
 
lineRel
(
char
 
s
,
 
int
 
deltaX
,
 
int
 
deltaY
)
 
{

        
g
.
drawLine
(
x
,
 
y
,
 
x
 
+
 
deltaX
,
 
y
 
+
 
deltaY
);

        
x
 
+=
 
deltaX
;

        
y
 
+=
 
deltaY
;

    
}

}

```

El siguiente programa en lenguaje Logo dibuja una curva de Sierpinski mediante un procedimiento de recursión.

```
to half.sierpinski :size :level
 if :level = 0 [forward :size stop]
 half.sierpinski :size :level - 1
 left 45
 forward :size * sqrt 2 
 left 45
 half.sierpinski :size :level - 1
 right 90
 forward :size 
 right 90
 half.sierpinski :size :level - 1
 left 45
 forward :size * sqrt 2 
 left 45
 half.sierpinski :size :level - 1
end
```

```
to sierpinski :size :level
 half.sierpinski :size :level
 right 90
 forward :size
 right 90
 half.sierpinski :size :level
 right 90
 forward :size
 right 90
end
```

//A I M C
package FiguraRecursiva202;
import java.awt.Graphics;
public class FiguraRecursiva extends javax.swing.JFrame {
```
     int i =0;
   final int N = 4;
   final int H0 = 512;
   int h = H0 / 4;
   int x0 = 2 *h;
   int y0 = 3 * h;
   int x, xAnt;
   int y, yAnt;
   Graphics g2;
```

```
   public FiguraRecursiva() {
       initComponents();
        setSize(H0, H0);//tamaÃ±o de la ventana
   setLocationRelativeTo(this);
```

```
   }
@Override
   public void paint(Graphics g) {
       super.paint(g);
       this.g2=g;
    do{
        i = i +1;
        x0 = x0 - h;
        h = h / 2;
        y0 = y0 + h;
        x = x0;
        y = y0;
        
        xAnt = x;
        yAnt = y;
```

```
        a(i); x=x+h; y=y-h; g2.drawLine(xAnt, yAnt, x, y);
        xAnt=x; yAnt=y;
        b(i);x=x-h; y=y-h; g2.drawLine(xAnt, yAnt, x, y);
         xAnt=x; yAnt=y;
         c(i);x=x-h; y=y+h; g2.drawLine(xAnt, yAnt, x, y);
          xAnt=x; yAnt=y;
          d(i);x=x+h; y=y+h; g2.drawLine(xAnt, yAnt, x, y);
           xAnt=x; yAnt=y;
           
        
 
    }while (i != N);
            
    }
```

```
    public void a(int i){
        if(i > 0){
           
       a(i-1); x=x+h; y=y-h; g2.drawLine(xAnt, yAnt, x, y);
       xAnt=x; yAnt=y;
       b (i-1); x = x + 2 * h; g2.drawLine(xAnt, yAnt, x, y);
       xAnt=x; yAnt=y;
       d(i-1);x=x+h; y=y+h; g2.drawLine(xAnt, yAnt, x, y);
       xAnt=x; yAnt=y;
       a(i-1);
```

```
    }
```

```
   }
```

```
         public void b(int i){
         if(i>0){
          b(i-1); x=x-h; y=y-h; g2.drawLine(xAnt, yAnt, x, y);
             xAnt=x; yAnt=y;
             c(i-1); y = y - 2 * h; g2.drawLine(xAnt, yAnt, x, y);
             xAnt=x; yAnt=y;
             a(i-1);x=x+h; y=y-h; g2.drawLine(xAnt, yAnt, x, y);
             xAnt=x; yAnt=y;
             b(i-1);
   
             
             
         }
    
                   
     }
```

```
   public void c(int i){
       if(i>0){
           c(i-1); x=x-h; y=y+h; g2.drawLine(xAnt, yAnt, x, y);
           xAnt=x; yAnt=y;
           d(i-1);x=x-2*h; g2.drawLine(xAnt, yAnt, x, y);
           xAnt=x; yAnt=y;
           b(i-1);x=x-h; y=y-h; g2.drawLine(xAnt, yAnt, x, y);
           xAnt=x; yAnt=y;
           c(i-1);
 
           
       }
```

```
   }
   
   public void d (int i){
       if(i>0){
           
          d(i-1);x=x+h; y=y+h; g2.drawLine(xAnt, yAnt, x, y);
           xAnt=x; yAnt=y;
           a(i-1);y=y+2*h; g2.drawLine(xAnt, yAnt, x, y);
           xAnt=x; yAnt=y;
           c(i-1); x=x-h; y=y+h; g2.drawLine(xAnt, yAnt, x, y);
 xAnt=x; yAnt=y;
 d(i-1);
                   
           
 
       }
   }
```

```
   @SuppressWarnings("unchecked")
   // <editor-fold defaultstate="collapsed" desc="Generated Code">//GEN-BEGIN:initComponents
   private void initComponents() {
```

```
       setDefaultCloseOperation(javax.swing.WindowConstants.EXIT_ON_CLOSE);
```

```
       javax.swing.GroupLayout layout = new javax.swing.GroupLayout(getContentPane());
       getContentPane().setLayout(layout);
       layout.setHorizontalGroup(
           layout.createParallelGroup(javax.swing.GroupLayout.Alignment.LEADING)
           .addGap(0, 400, Short.MAX_VALUE)
       );
       layout.setVerticalGroup(
           layout.createParallelGroup(javax.swing.GroupLayout.Alignment.LEADING)
           .addGap(0, 300, Short.MAX_VALUE)
       );
```

```
       pack();
   }// </editor-fold>//GEN-END:initComponents
```

```
   public static void main(String args[]) {
       /* Set the Nimbus look and feel */
       //<editor-fold defaultstate="collapsed" desc=" Look and feel setting code (optional) ">
       /* If Nimbus (introduced in Java SE 6) is not available, stay with the default look and feel.
        * For details see 
http://download.oracle.com/javase/tutorial/uiswing/lookandfeel/plaf.html
 
        */
       try {
           for (javax.swing.UIManager.LookAndFeelInfo info : javax.swing.UIManager.getInstalledLookAndFeels()) {
               if ("Nimbus".equals(info.getName())) {
                   javax.swing.UIManager.setLookAndFeel(info.getClassName());
                   break;
               }
           }
       } catch (ClassNotFoundException ex) {
           java.util.logging.Logger.getLogger(FiguraRecursiva.class.getName()).log(java.util.logging.Level.SEVERE, null, ex);
       } catch (InstantiationException ex) {
           java.util.logging.Logger.getLogger(FiguraRecursiva.class.getName()).log(java.util.logging.Level.SEVERE, null, ex);
       } catch (IllegalAccessException ex) {
           java.util.logging.Logger.getLogger(FiguraRecursiva.class.getName()).log(java.util.logging.Level.SEVERE, null, ex);
       } catch (javax.swing.UnsupportedLookAndFeelException ex) {
           java.util.logging.Logger.getLogger(FiguraRecursiva.class.getName()).log(java.util.logging.Level.SEVERE, null, ex);
       }
       //</editor-fold>
```

```
       /* Create and display the form */
       java.awt.EventQueue.invokeLater(new Runnable() {
           public void run() {
               new FiguraRecursiva().setVisible(true);
           }
       });
   }
```

```
   // Variables declaration - do not modify//GEN-BEGIN:variables
   // End of variables declaration//GEN-END:variables
```

}